# 研颌龙属
研颌龍屬（學名：Jeyawati）是鳥腳下目鴨嘴龍超科恐龍的一屬，生存於白堊紀晚期的北美洲。
正模標本（編號MSM P4166）只有部分頭顱骨、脊椎、肋骨碎片，發現於美國新墨西哥州的Moreno Hill組地層，地質年代約9300萬年前，相當於土侖階。在2010年，這些化石被命名為新屬，模式種是J. rugoculus。屬名來自於當地印地安部落祖尼人的兩個名詞，意為「咀嚼的嘴部」，意指牠們已演化出可咀嚼的複雜嘴部結構；種名在拉丁文則意為「皺褶眼睛」，意指其眼眶周圍的形狀。
根據親緣分支分類法分析，顯示研颌龍是種原始鴨嘴龍超科，比原賴氏龍、原巴克龍、始鴨嘴龍還要演化，但比雙廟龍、沼澤龍、巴克龍等恐龍還要原始。